# Emotions (Album)
Emotions (zu dt.: „Emotionen“) ist das zweite Studioalbum der US-amerikanischen Sängerin Mariah Carey. Es wurde am 13. September 1991 bei Columbia Records veröffentlicht. Am Album arbeitete Carey mit verschiedenen Produzenten, darunter Walter Afanasieff, der einzige, der auch schon beim Vorgänger beteiligt war. Zusätzlich schrieb und veröffentlichte sie das Album mit Robert Clivillés und David Cole von C+C Music Factory und Carole King, mit letzterer schrieb sie ein Stück.

## Entstehung
Nach dem Erfolg des ersten Albums fragten sich einige Kritiker, ob Mariah Carey den Erfolg beim Nachfolger wiederholen kann. Auch war die Frage, ob sie angesichts der Schwierigkeit des Songmaterials weltweit Tourneen bestreiten könne.
Bereits im Dezember 1990 begann sie mit den Aufnahmen am zweiten Album. Während der Arbeiten kam es auch zu einer Auseinandersetzung Careys mit Ben Margulies, mit dem sie am Debüt gearbeitet hatte, woraufhin sie getrennte Wege gingen.

## Titelliste
1. Emotions – 4:09
2. And You Don’t Remember – 4:26
3. Can’t Let Go – 4:27
4. Make It Happen – 5:07
5. If It’s Over – 4:38
6. You’re So Cold – 5:05
7. So Blessed – 4:13
8. To Be Around You – 4:37
9. Till the End of Time – 5:35
10. The Wind – 4:41

## Rezeption

### Kritiken
Das Album bekam eher gemischte Kritiken.

### Auszeichnungen
Carey erhielt für das Album einen American Music Award für den „Favorite Soul/R&B Female Artist“. Zudem bekam sie zwei Billboard Music Awards für den „Top Female Album Artist“ und die „Top Female Single“. Zudem war sie für zwei Grammy Awards nominiert, für den „Producer of the Year“ und die „Best Female Pop Vocal Performance“, die sie jedoch nicht gewinnen konnte. Alle drei Singles erhielten 1993 BMI Awards.

## Kommerzieller Erfolg

### Chartplatzierungen

#### Album
Emotions  stieg auf Platz vier der Billboard 200 ein. Obwohl die Verkäufe geringer als beim Debüt ausfielen, erreichte das Album Vierfachplatin durch die Recording Industry Association of America. In Australien, Kanada, den Niederlanden, Frankreich, Neuseeland, Norwegen und dem Vereinigten Königreich erreichte es die Top Ten der jeweiligen Charts, in Deutschland Platz 46. Der Titelsong, zugleich die Leadsingle, wurde Careys fünfte Nummer-eins-Single in den USA.
| ChartsChartplatzierungen           | Höchstplatzierung | Wochen |
| ---------------------------------- | ----------------- | ------ |
| Deutschland (GfK)                  | 46 (10 Wo.)       | 10     |
| Österreich (Ö3)                    | 39 (1 Wo.)        | 1      |
| Schweiz (IFPI)                     | 15 (9 Wo.)        | 9      |
| Vereinigte Staaten (Billboard)     | 4 (54 Wo.)        | 54     |
| Vereinigte Staaten (Billboard R&B) | 6 (44 Wo.)        | 44     |
| Vereinigtes Königreich (OCC)       | 4 (40 Wo.)        | 40     |

#### Singles
| Jahr | Titel          | Höchstplatzierung, Gesamtwochen, AuszeichnungChartplatzierungen (Jahr, Titel, , Platzierungen, Wochen, Auszeichnungen, Anmerkungen) | Höchstplatzierung, Gesamtwochen, AuszeichnungChartplatzierungen (Jahr, Titel, , Platzierungen, Wochen, Auszeichnungen, Anmerkungen) | Höchstplatzierung, Gesamtwochen, AuszeichnungChartplatzierungen (Jahr, Titel, , Platzierungen, Wochen, Auszeichnungen, Anmerkungen) | Höchstplatzierung, Gesamtwochen, AuszeichnungChartplatzierungen (Jahr, Titel, , Platzierungen, Wochen, Auszeichnungen, Anmerkungen) | Anmerkungen                            |
| Jahr | Titel          | DE | UK | US | R&B | Anmerkungen                            |
| ---- | -------------- | --- | --- | --- | --- | -------------------------------------- |
| 1991 | Emotions       | DE39 (13 Wo.)DE | UK17 (9 Wo.)UK | US1 Gold · (20 Wo.)US | R&B1 (16 Wo.)R&B | Erstveröffentlichung: 13. August 1991  |
| 1991 | Can’t Let Go   | — | UK20 (7 Wo.)UK | US2 (20 Wo.)US | R&B2 (20 Wo.)R&B | Erstveröffentlichung: 23. Oktober 1991 |
| 1992 | Make It Happen | DE74 (5 Wo.)DE | UK17 (5 Wo.)UK | US5 (22 Wo.)US | R&B7 (16 Wo.)R&B | Erstveröffentlichung: 1. Februar 1992  |

### Auszeichnungen für Musikverkäufe
Emotions verkaufte sich laut Quellen weltweit mehr als acht Millionen Mal. Davon sind 5,9 Millionen durch Schallplattenauszeichnungen belegt.
| Land/Region                  | Auszeichnungen für Musikverkäufe (Land/Region, Auszeichnung, Verkäufe) | Verkäufe  |
| ---------------------------- | ---------------------------------------------------------------------- | --------- |
| Australien (ARIA)            | Platin                                                                 | 70.000    |
| Frankreich (SNEP)            | Gold                                                                   | 100.000   |
| Japan (RIAJ)                 | 4× Platin                                                              | 800.000   |
| Kanada (MC)                  | 4× Platin                                                              | 400.000   |
| Neuseeland (RMNZ)            | Platin                                                                 | 15.000    |
| Niederlande (NVPI)           | Platin                                                                 | 100.000   |
| Schweden (IFPI)              | Platin                                                                 | 100.000   |
| Schweiz (IFPI)               | Gold                                                                   | 25.000    |
| Vereinigte Staaten (RIAA)    | 4× Platin                                                              | 4.000.000 |
| Vereinigtes Königreich (BPI) | Platin                                                                 | 300.000   |
| Insgesamt                    | 2× Gold · 17× Platin ·                                                 | 5.910.000 |

Hauptartikel: Mariah Carey/Auszeichnungen für Musikverkäufe